# Marine koweïtienne
La Force navale koweïtienne (arabe : القوة البحرية الكويتية), est la composante maritime des forces armées du Koweït.

## Organisation
Son quartier général est la base navale de Ras al-Qulayah, la seule du pays. Elle est localisée à environ 56 km au sud de la ville de Koweït et quelques kilomètres au nord de Mina Al-Ahmadi. Ses coordonnées géographiques sont 28° 51′ 53″ N, 48° 16′ 51″ E. Elle dispose d'un héliport ayant le code OACI des aéroports OKNB
La base navale fut capturée avec ses installations et ses stocks de munitions (dont environ 100 missiles Exocet) ainsi que 6 patrouilleurs lance-missile Lürssen par l'Irak lors de l'invasion du Koweït en août 1990.
La base inclut aussi une installation de stockage située à 10 km dans les terres. Celle-ci dispose alors d'un dépôt de munitions doté de six grands bunkers, six groupes de cinq petits bunkers contigus, six autres petits bunkers, et un bâtiment d'assemblage et de manutention des munitions. Ses coordonnées géographiques sont 28° 49′ 38″ N, 48° 10′ 04″ E. Elle a été la cible de raids de bombardements de la part de l'aviation allié effectué entre autres par des SEPECAT Jaguar de l'armée de l'air française durant l'opération Daguet.
La Force navale koweïtienne se compose[Quand ?] de plus de 2 200 officiers et militaires du rang, dont environ 500 gardes-côtes, qui font partie du Département général des Gardes-côtes sous la Direction de la sécurité des frontières du ministère koweïtien de l'Intérieur.
La marine koweïtienne comprend une unité des forces spéciales, les commandos de marine qui fonctionne en parallèle avec le 25e Brigade de commandos de l'armée koweïtienne et la Direction des Forces spéciales du ministère koweïtien de l'Intérieur.

## Histoire
La marine du Koweït a été créée en 1961, peu de temps après que la Grande-Bretagne a mis fin au statut de protectorat du pays et que ce dernier est devenu pleinement indépendant.

### Laguerre du Golfe
Au cours de l'invasion du Koweït en aout 1990, la marine du Koweït a été pratiquement détruite. La base navale fut capturée avec ses installations et ses stocks de munitions (dont environ 100 missiles Exocet) ainsi que 6 patrouilleurs lance-missile Lürssen.
Après l'invasion irakienne, les navires rescapés de la marine koweïtienne participèrent à la destruction de la flotte irakienne durant la guerre du Golfe, effectuée par la coalition entre le 18 janvier et le 20 février 1991. Le patrouilleur lance-missiles Lürssen TNC 45 koweïtien Al Sambouk (P4505) fut dépêché par le commandement de la coalition pour venir à bout d'un mouilleur de mines irakien dissimulé le long de la côte. Malgré un contexte côtier défavorable, où les navires peuvent se dissimuler facilement, l'Exocet MM 40 montra ses capacités de recherche, d'identification et de discrimination. Le missile frappa aisément le bateau irakien, à la surprise des équipages des nombreux navires américains venus assister à la manœuvre.

### Après 1991
Depuis les années 1990, environ 25 % de ses marins ont été formés en France en date de 2015.

## Flotte actuelle

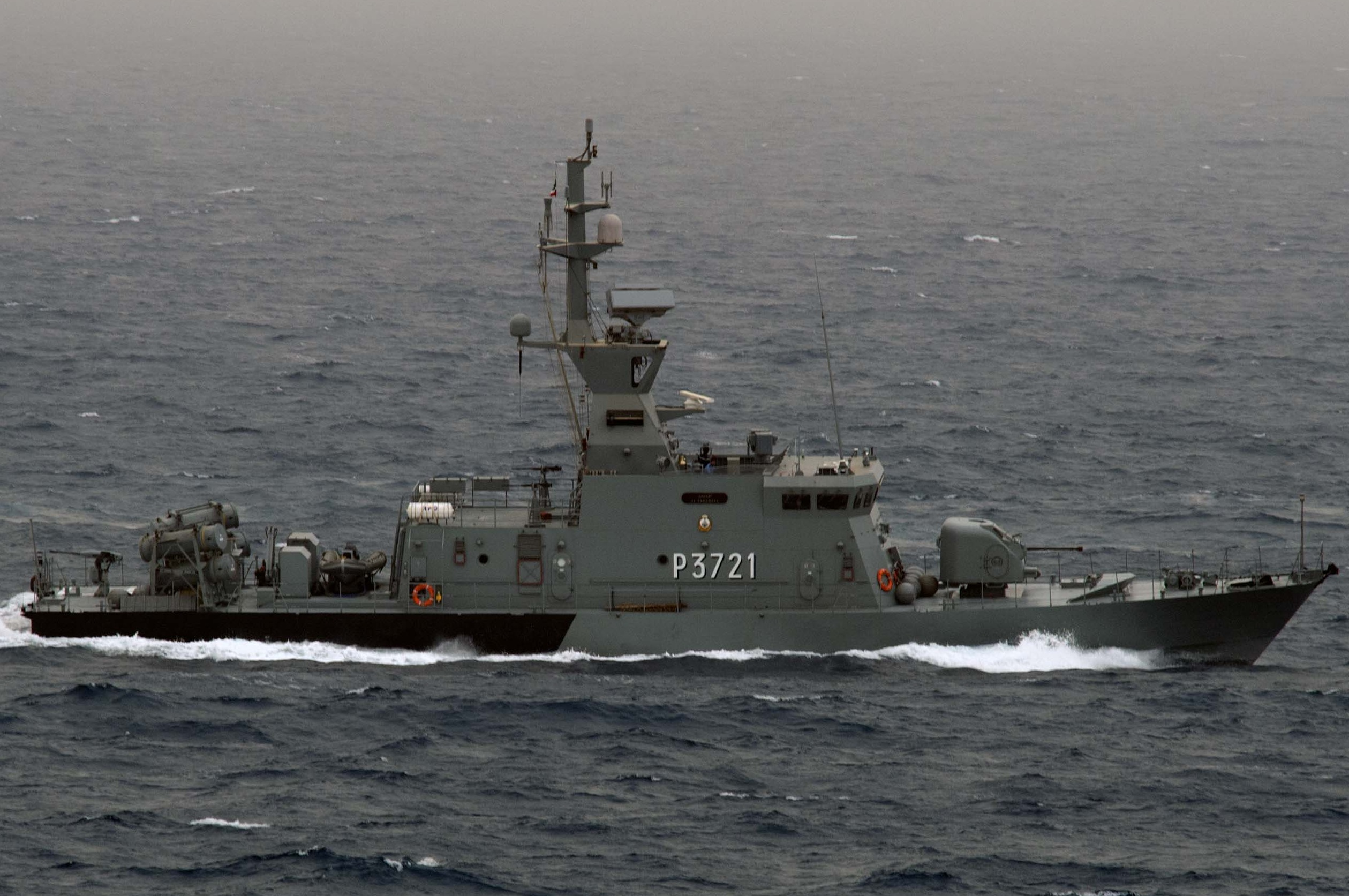
Al Fahaheel (P3721), classe Umm Al Maradem, mai 2013

La marine koweïtienne est composée en 2012 des bâtiments suivants :
- 1 Lürssen TNC-45 (classe Al Sambouk) - 255 tonnes à pleine charge - patrouilleur lance-missiles
- 8 CMN P 37 BRL (classe Umm Al Maradem) - 245 tonnes à pleine charge - patrouilleur lance-missiles
- 1 Lürssen FPB 57 (classe Al Istiqlaal) - 410 tonnes à pleine charge - patrouilleur lance-missiles
- 1 Inchon SBE Sawahil (classe Dorrar) - 1 800 tonnes à pleine charge - navire de soutien
- 10 VT Halter Marine Mk V C (classe Al Nokheta)- 72 tonnes à pleine charge - vedette pour opérations spéciales
- 12 Simmoneau-Marine Star Naja - 10 tonnes à pleine charge - vedette, en cours de remplacement par les Mk V C ou de modernisation
- 11 embarcations rapides à coque semi-rigide
- 2 Rozema Boat Works (Classe Warjiya) - remorqueur portuaire.
- 2 Swiftships Nautilus - 325 tonnes à pleine charge - bâtiment-base de plongeurs
- 3 Strategic Marine Australia - navire de débarquement rapide
- 1 LCM Landing Craft
- 1 HSV Bâtiment hydrographique et océanographique (BHO).

Projets
- 1 DSV (navire de support de plongée)

Un contrat a été conclu en 2013 avec les Émirats arabes unis. Les navires suivants seront construits dans les installations de Abu Dhabi Ship Building situées dans la zone industrielle de Mussafah (EAU) :
- 1 péniche de débarquement,
- 2 démarqueurs de 64 m
- 1 démarqueur 42 m

Le 3 juin 2025, le groupe émirati EDGE remporte un contrat d’un montant de 2.45 milliards de dollars pour fourni des patrouilleurs lance-missiles du type Falaj 3 de 62 m de long, leur nombre étant estimé a 8.